# REALLY LOVE YA!!
『REALLY LOVE YA!!』（リアリー・ラブ・ヤ）は、日本の歌手である沢田研二の30作目となるオリジナル・アルバム。1993年11月17日に東芝EMI／イーストワールドよりリリースされた。

## 解説
前作『Beautiful World』に引き続き吉田建がプロデュースを担当しているが、前作と異なりJAZZ MASTERのメンバーを中心にロック色の強いアルバムとなっている。作家陣には『三宅裕司のいかすバンド天国』出身で、マルコシアス・バンプのメンバーである秋間経夫を筆頭に、佐橋佳幸、高野寛、森若香織ら若手から高橋一路（ザ・シャムロック）、村松邦男らベテラン勢まで世代も音楽性も幅広い面々を揃えている。
ジャケットデザインは再び早川タケジが担当している。
8曲目の「F.S.M.」は、当初「ファンキースペクターマン」というタイトルであったが、プロデューサーの吉田の意向により「F.S.M.」に変更された。タイトルにちなんでか、イントロとアウトロでジェームス・ブラウンの声がサンプリングされている。
コンサートツアー『REALLY LOVE YA!!』では吉田が降板、代わって後藤次利がベーシストに起用された。この後沢田と吉田はコラボレーションを行っていない。なお、後藤は次作『HELLO』のプロデュースを担当することになる。

## 収録曲
- 全編曲:吉田建

1. Come On!! Come On!!
  - 作詞・作曲:秋間経夫
2. 憂鬱なパルス
  - 作詞:森雪之丞／作曲:佐橋佳幸
3. そのキスが欲しい
  - 作詞:朝水彼方／作曲:SAKI&MATSUZAKI

フジテレビ系深夜番組「殿様のフェロモン」のオープニング曲。
4. DON'T SAY IT
  - 作詞:森雪之丞／作曲:高橋一路
5. 幻の恋
  - 作詞・作曲:高野寛

「そのキスが欲しい」のカップリング曲。
6. あなたを想う以外には
  - 作詞:朝水彼方／作曲:中川進
7. Child
  - 作詞:沢田研二／作曲:村松邦男
8. F.S.M.
  - 作詞・作曲:森若香織
9. 勝利者
  - 作詞:沢田研二／作曲:中川進
10. 夜明けに溶けても
  - 作詞:朝水彼方／作曲:佐橋佳幸
11. AFTERMATH
  - 作詞:沢田研二／作曲:SAKI&MATSUZAKI